# Prochowice Śląskie
Prochowice Śląskie − nieczynna stacja kolejowa w Prochowicach, w Polsce, w województwie dolnośląskim, w powiecie legnickim.